# Selena + Chef
Selena + Chef est une émission de télévision de cuisine américaine sur le Web animée par Selena Gomez qui a été créée sur HBO Max le 13 août 2020. L'émission se compose de dix épisodes. 
En août 2020, elle a été renouvelée pour une deuxième saison. La troisième saison a été créée le 19 novembre 2020 et se poursuit au début de 2021. En août 2022 l’émission entame sa quatrième saison.

## Casting
Selena Gomez est l'hôte de l'émission. Les invités confirmés pour la première saison incluent :
- Ludo Lefebvre
- Antonia Lofaso
- Candice Kumai
- Roy Choi
- Jon Shook
- Vinny Dotolo
- Nancy Silverton
- Angelo Sosa
- Tanya Holland
- Daniel Holzman
- Nyesha Arrington

Les invités confirmés pour la deuxième saison incluent, :
- Curtis Stone
- JJ Johnson
- José Andrés
- Marcus Samuelsson
- Kelis Rogers
- Jordan Andino
- Marcela Valladolid
- Evan Funke
- Graham Elliot
- Aarti Sequeira

### Invités spéciaux
- Nana Cornett
- Papa Cornett
- Liz Golden
- Raquelle Stevens
- Theresa Mingus
- Paige Reed

## Production
Le 5 mai 2020, HBO Max a donné son feu vert pour une série de cuisine de dix épisodes animée par Selena Gomez et développée par Aaron Saidman. L'exécutif de Gomez a produit la série aux côtés d'Eli Holzman, Benjamin Dherbecourt, Leah Hariton et Saidman. Le concept de la série a été inspiré par la propre expérience de Gomez qui a eu du mal à cuisiner pour elle-même en quarantaine, et les producteurs se sont engagés à documenter cela d'une manière « non répétée, non filtrée et vraiment non scénarisée ». Le 27 août 2020, HBO Max a renouvelé la série pour une deuxième saison.
Filmé pendant la pandémie de Covid-19, des protocoles de sécurité stricts ont été suivis, aucun membre de l'équipe n'étant jamais présent dans la cuisine de Selena. Les chefs présentés dans chaque épisode apparaissent à distance à l'aide d'appel vidéo.

## Communiqués
La série est annoncée pour être diffusée le 13 août 2020, sur HBO Max. La deuxième saison de la série est sortie le 19 novembre 2020 et c'est poursuivie avec d'autres épisodes le 21 janvier 2021.
La bande-annonce officielle de la série est dévoilée le 5 août 2020.

## Épisodes

### Aperçu
| Saison | Épisodes | Initialement diffusée | Initialement diffusée |
| Saison | Épisodes | Première diffusion    | Dernière diffusion    |
| 1      | 10       | 13 août 2020          | 27 août 2020          |
| 2      | 10       | 19 novembre 2020      | 4 février 2021        |
| 3      | 10       | 28 octobre 2021       | 11 novembre 2021      |
| 4      | 10       | 18 août 2022          | 1 septembre 2022      |
| ------ | -------- | --------------------- | --------------------- |

### Saison 1 (2020)
| № global | № dans saison | Titre                     | Première diffusion ! |
| --- | ------------- | ------------------------- | -------------------- |
| 1 | 1             | Selena + Ludo Lefebvre    | 13 août 2020         |
| Le célèbre chef français Ludo Lefebvre enseigne à Selena comment faire son Omelette française et son Soufflé au fromage.                                                                       |               |                           |                      |
| 2 | 2             | Selena + Antonia Lofaso   | 13 août 2020         |
| La chef exécutive et auteure de livres de cuisine Antonia Lofaso enseigne à Selena comment faire son Seafood Tostada.                                                                          |               |                           |                      |
| 3 | 3             | Selena + Candice Kumai    | 13 août 2020         |
| La chef et auteure Candice Kumai enseigne à Selena comment faire ses Spicy Miso Ramen et ses Matcha Chocolate Chip Cookies.                                                                    |               |                           |                      |
| 4 | 4             | Selena + Roy Choi         | 20 août 2020         |
| La légende du chef de camion de restauration de L.A. Roy Choi enseigne à Selena comment préparer ses «tacos de petit-déjeuner à côtes courtes barbecue coréen » et ses « Malasadas hawaïens ». |               |                           |                      |
| 5 | 5             | Selena + Jon and Vinny    | 20 août 2020         |
| Le duo de chefs dynamiques Jon et Vinny apprennent à Selena à préparer leur Chicken Dinner et ses Bruschetta.                                                                                  |               |                           |                      |
| 6 | 6             | Selena + Nancy Silverton  | 20 août 2020         |
| La chef exécutive, boulangère et restauratrice Nancy Silverton apprend à Selena comment préparer son Italian Party Buffet.                                                                     |               |                           |                      |
| 7 | 7             | Selena + Angelo Sosa      | 27 août 2020         |
| Le chef et directeur culinaire Angelo Sosa enseigne à Selena comment préparer son Guacamole 101 et son Baja Style Fried Rice.                                                                  |               |                           |                      |
| 8 | 8             | Selena + Tanya Holland    | 27 août 2020         |
| La chef primée, auteure et restauratrice Tanya Holland enseigne à Selena comment faire son Buttermilk Fried Chicken et ses Bacon, Cheddar and Scallion Biscuits.                               |               |                           |                      |
| 9 | 9             | Selena + Daniel Holzman   | 27 août 2020         |
| Chef, restaurateur, entrepreneur et professeur de cuisine Daniel Holzman enseigne à Selena comment faire ses Chicken Meatballs and Gnocchi.                                                    |               |                           |                      |
| 10 | 10            | Selena + Nyesha Arrington | 27 août 2020         |
| La chef et restauratrice renommée Nyesha Arrington enseigne à Selena comment faire son Branzino with Spiced Tomato-Coconut Sauce et ses 'Dog Biscuits and Glaze.                               |               |                           |                      |